# 波奥特卡兰
波奥特卡兰（Pooth Kalan），是印度德里North West县的一个城镇。总人口50587（2001年）。

## 人口
该地2001年总人口50587人，其中男性27608人，女性22979人；0—6岁人口8352人，其中男4519人，女3833人；识字率64.29%，其中男性为71.53%，女性为55.58%。